# Sugar Sugar Rune
Sugar Sugar Rune (シュガシュガルーン?, Shuga Shuga Rūn), scritto anche Sugar² Rune, è un manga mahō shōjo scritto e disegnato da Moyoco Anno, pubblicato in Giappone sulla rivista Nakayoshi di Kōdansha dal 2 agosto 2003 al 3 aprile 2007. L'opera ha vinto il Kōdansha Manga Award nel 2005.
Dal manga è stata tratta una serie anime di 51 episodi, andata in onda su TV Tokyo da luglio 2005 a giugno 2006.
Il 4 luglio 2025, al Japan Expo di Parigi, in occasione del ventesimo anniversario, viene annunciata la produzione di un reboot firmato Studio Khara.  In contemporanea è stato proiettato un cortometraggio intitolato Sugar Sugar Rune - Les deux sorcieres che funge da prequel della storia originale.
In Italia l'anime è stato acquistato da Mediaset e trasmesso, col titolo Sugar Sugar, dal 14 febbraio al 3 luglio 2008 su Italia 1, con gli episodi divisi a metà di 12 minuti ciascuno; è stata in seguito replicata su Boing e Hiro, con episodi interi, rispettivamente nel 2009 e nel 2010. Il manga, invece, è stato pubblicato dalla Star Comics da novembre 2008 a giugno 2009.

## Trama
Chocolat Meilleur e Vanilla Mieux sono due giovani streghette molto carine, originarie del Mondo della Magia (Extramondo nell'adattamento italiano dell'anime), scelte per competere nella gara che deciderà chi delle due sarà la nuova regina del regno. Benché rivali, le due risultano essere grandi amiche sin dall'infanzia e tale amicizia continua a proseguire. La madre di Chocolat, Cinnamon, vinse la precedente competizione, ma a causa degli Orchi (Malefici nell'adattamento italiano dell'anime), fu la madre di Vanilla, Candy, a divenire regina. Anche per questo Chocolat adesso è molto determinata a vincere la gara per diventare la Raggiante Regina di Luce (Stella Luminosa, in Italia). Al fine di vincere la gara, le due streghette devono fingersi comuni ragazze e competere per sottrarre agli esseri umani il maggior numero di Cristalli del Cuore, cristalli che contengono le emozioni e i sentimenti, e guadagnare il maggior numero di punti legati ad essi, gli Ecuré. Con l'aiuto di Rockin' Robin, loro mentore e guardiano, e di due famigli, Duke e Blanca, le due amiche cominciano il duello per decretare chi sarà la prossima regina a salire al trono.
Sulla Terra, Chocolat, dal carattere forte e deciso, non riesce a raccogliere lo stesso numero di cuori di Vanilla che, per la sua dolcezza e timidezza, è apprezzata dai ragazzi. I problemi iniziano quando Chocola si innamora di Pierre, il ragazzo più carino di tutta la scuola, ammirato da un sacco di ragazze che cercano sempre di avvicinarlo. Molto somigliante al nobile del ghiaccio del regno magico, si scopre essere un mago, nonché principe dei Malefici (Orchi nel manga), discendenti di Ice (Glace nel manga) il nobile del ghiaccio e della neve, ed esiliati ai confini di Extramondo. In seguito Pierre convince Vanilla a diventare principessa dei Malefici e riesce a impiantarle nel petto, col suo consenso, un cuore nero; nonostante quest'ultimo le faccia rischiare la vita, Vanilla ne sembra immune provando molta tristezza e una certa forma di odio. Ella continua a gareggiare per il titolo di regina del regno magico, fino alla scoperta che la ragazza possiede due cuori: l'originale e quello nero.
È proprio Chocolat a purificare il cuore nero di Vanilla, rivelandosi essere una purificatrice (Filtre nel manga) come sua madre Cinnamon. Divenuto bianco, nel manga Chocolat dona questo cuore al suo famiglio Duke, che gli permetterà, da ranocchio, di riacquisire la sua forma originale di mago. In seguito, una grande battaglia contro Ice fa emergere il vero Pierre, cioè il suo lato buono e Chocolat gli dona il suo cuore per salvarlo e distruggere Ice. Nell'anime, al contrario, la nuova regina di luce è Vanilla ma, credendo che Chocolat abbia migliori qualità di lei per essere la nuova sovrana, le cede la corona. Chocolat però ha diverse lacune e così decide di tornare nel mondo degli umani con Vanilla, Houx e Saule. Arrivati incontrano Pierre con il suo fan club al seguito che vedendoli si inginocchia davanti a Chocolat e le bacia la mano, lasciando intendere tutto l'amore che prova per lei. Pierre da quel momento smette di rubare cuori neri e inizia a raccogliere cuori rosa. Invece nel manga la regina di Extramondo sarà Vanilla a causa della scomparsa di Chocolat e, nel frattempo, sposerà Houx. Pierre e Chocolat vengono ritrovati e, dopo che quest'ultima rifiuta la corona, tornano sulla Terra, dove sono passati trent'anni. L'unico che li vede durante l'atterraggio è il figlio di Akira, lo stesso ragazzo che aveva visto arrivare le pretendenti al trono, il quale chiama il padre per dirglielo, ma quest'ultimo non li riconosce.
Il gesto di Chocolat che cede la corona a Vanilla è una replica di ciò che era accaduto fra Cinnamon e Candy. Infatti Cinnamon in quanto purificatrice preferisce provare a purificare il cuore di Ice, ma non riesce nell’intento e Ice la trasforma nel gatto che vive nella villa di Pierre.  

## Personaggi

### Personaggi principali
Chocolat Meilleur (ショコラ＝メイユール?, Shokora Meiyūru, da strega) / Chocolat Kato (加藤 ショコラ?, Katō Shokora, da umana)
Doppiata da: Marika Matsumoto (ed. giapponese), Debora Magnaghi (ed. italiana)
Nata il 13 agosto, ha 10 anni ed è una ragazza coraggiosa e audace con una forte personalità. È la migliore amica di Vanilla e figlia della scomparsa strega Cinnamon, da cui ha ereditato il potere di purificare i cristalli neri. Il suo famiglio è il ranocchio Duke. Ha lunghi capelli lisci di colore rosso, occhi smeraldo e le orecchie a punta. Il suo medaglione è a forma di cuore e quando si trasforma indossa un vestito rosso e nero nel manga, rosa nell'anime. Allegra, spigliata e talvolta aggressiva, ha un gran successo fra i ragazzi a Extramondo, mentre sulla Terra non è molto popolare perché il suo comportamento eccessivo spaventa i ragazzi, che preferiscono Vanilla, più dolce e tranquilla. Dopo aver passato la prima prova d'esame la ricompensa è diversa: nel manga ottiene un mantello, mentre nell'anime una scopa per volare sulla Terra. Su Extramondo vive con suo nonno Corne, un potente mago, che, come Chocolat, ha una certa antipatia per Blanca e un cattivo temperamento. Col procedere della serie, Chocolat si innamora di Pierre, benché alle streghe sia proibito lasciar rubare i loro cuori agli umani, anche se poi si scopre che Pierre è un Malefico. Più tardi, nel manga, Chocolat si rivela essere la figlia di Ice, il nobile del ghiaccio e della neve, fondatore di Extramondo e re dei Malefici. Nell'anime, alla fine accetta il titolo di regina, mentre nel manga, dopo aver purificato il cuore di Ice, scompare per anni assieme a Pierre, ricomparendo il giorno dell'incoronazione di Vanilla, al termine della quale, annuncia di voler tornare a vivere sulla terra con Pierre, suo marito. Per fare incantesimi utilizza la formula «Sugar Sugar Rune! Choco-Rune!» (in originale), «Dolce Dolce Magia! Magia di Chocolat!» (in italiano), e i suoi attacchi più frequenti sono "Turbine di Fiori" e "Cristallo Stella".
Vanilla Mieux (バニラ＝ミュー?, Banira Myū, da strega) / Vanilla Aisu (愛須 バニラ?, Aisu Banira, da umana)
Doppiata da: Juri Ihata (ed. giapponese), Francesca Bielli (ed. italiana)
Nata il 10 maggio, ha 10 anni ed è una ragazza timida e riservata, con un carattere docile e femminile che la porta a piangere spesso. È la migliore amica di Chocolat e figlia di Candy, la regina di Extramondo. Il suo famiglio è la topolina Blanca. Ha i capelli corti e ricci di colore biondo, occhi viola e le orecchie a punta. Il suo medaglione è a forma di diamante e quando si trasforma indossa un vestito viola. Nel mondo degli umani è più popolare di Chocolat e ciò porta la sua amica a pensare che il mondo degli umani sia strano. Dopo aver superato la seconda prova d'esame ottiene una scopa per volare sulla Terra. A metà serie, a causa del suo carattere insicuro che la spinge a chiudersi in se stessa e isolarsi, viene avvicinata da Pierre che le impianta nel petto un cuore nero, simbolo di odio e sentimenti negativi, e diventa la regina dei Malefici, iniziando a portare abiti neri e un fermaglio a forma di stella nei capelli; Chocolat riesce, tuttavia, a salvarla e Vanilla torna se stessa. Alla fine della serie vince la gara, ma cede la corona e il titolo di regina a Chocolat, che, mentre nel manga rifiuta, nell'anime accetta. Durante il settimo volume del manga, si scopre essere innamorata di Houx. Per fare incantesimi utilizza la formula «Sugar Sugar Rune! Vani-Rune!» (in originale), «Dolce Dolce Magia! Magia di Vanilla!» (in italiano), e il suo attacco più frequente è "Bolle di Sapone".
Rockin' Robin (ロッキン・ロビン?, Rokkin Robin)
Doppiato da: Kenjirō Tsuda (ed. giapponese), Lorenzo Scattorin (ed. italiana)
È il mentore di Vanilla e Chocolat e registra i loro progressi nella cattura di cuori, in quanto è un esperto. È anche un popolare rock-star nel mondo degli umani. Nonostante sembri un po' rude e odioso, in realtà ha un cuore d'oro, benché raramente lo dimostri. Secondo Blanca ha 6000 anni e usa delle maschere facciali per rimanere giovane e bello, ma in realtà ha 22 anni. Sembra che abbia particolarmente paura delle spade e si adira quando Chocolat e Vanilla provano a imparare la scherma. Si serve dell'anello che porta all'anulare per catturare i cristalli del cuore e la sua formula è «Irresistibile tentazione, che i vostri cuori vengano a me!». Alla fine del manga muore durante la battaglia contro i Malefici. Nell'anime si lascia supporre che fosse innamorato di Cinnamon.
Pierre (ピエール?, Piēru)
Doppiato da: Hiroki Konishi (ed. giapponese), Alessandro Rigotti (ed. italiana)
È il principe dei Malefici, ed è il ragazzo più popolare della scuola, che ha addirittura un fan club tutto suo, le cui 5 socie sono le ragazze più belle dell'istituto. Frequenta le medie, ha 14 anni, ed è nato il 27 gennaio. È il presidente del consiglio studentesco, del club di tennis, e di quello di scherma; mangia solo cibi freddi. Ha i capelli biondi e gli occhi azzurri. Appena vede Chocolat capisce subito che lei è una pretendente al trono e decide in tutti i modi di farla innamorare per rubarle il cristallo del cuore. Ma alla fine s'innamora di Chocolat e, pur essendo un malefico, non riesce a farle del male. In realtà, prima era un ragazzo normale di Extramondo, residente (ipoteticamente) del villaggio di Villazenzero e amico d'infanzia di Chocolat, finché i malefici non lo rapirono e gli cancellarono la memoria facendolo diventare il loro principe. Data la grande somiglianza con Ice, nel settimo volume del manga Chocolat sospetta che Pierre sia in realtà figlio dello stesso Ice e quindi suo fratello, ma poco prima della battaglia finale il ragazzo le assicura che non ha legami di sangue con Ice (che era intrappolato sotto una coltre di ghiaccio e solo una persona col suo sangue poteva liberarlo, come avverrà per mano, seppure involontaria, di Chocolat).
Duke (デューク?, Dyūku)
Doppiato da: Yūichi Yasoda (ed. giapponese), Paolo De Santis (ed. italiana)
È un ranocchio magico a strisce rosse e nere, ha gli occhi verdi ed è il famiglio di Chocolat. Tenta di aiutarla nella cattura dei cuori, tuttavia non sembra essere molto abile all'inizio, e pensa di essere un caso disperato. La sua rivale è Blanca. Di solito, è molto pigro e rozzo ma anche amichevole e innocuo e possiede un'estesa conoscenza sui cuori che si rivelerà utile in futuro. Nel manga è in realtà il fratello minore di Cinnamon, trasformatosi erroneamente in rana. Alla fine del volume 6 torna nella sua forma originale e riacquista il suo nome, Poivre, che significa "pepe" in francese, ed è lo stregone errante dell'acqua. Nell'anime compare il forma umana solo una volta, comparendo con i capelli rossi, più scuri rispetto a quelli di Chocolat, e un ciuffo nero in fronte, mentre nel manga i colori sono invertiti.
Blanca (ブランカ?, Buranka)
Doppiata da: Chisa Yokoyama (ed. giapponese), Jolanda Granato (ed. italiana)
È una topolina magica, nonché famiglio di Vanilla, che aiuta nella ricerca dei cuori. La diverte provocare Chocolat, Duke e chiunque non le sia gradito. Le piacciono anche i tea-party con i suoi amici topi. Chocolat la chiama "topastra". Anche se ha un rapporto molto amaro con Chocolat, Blanca è fedele a Vanilla e alla sua famiglia. Il suo nome in spagnolo vuol dire "bianca". In realtà, è una strega di nome Ruby e, nel manga, dirigeva un salone di bellezza a Extramondo prima di innamorarsi di un essere umano ed essere tramutata in famiglio. Torna umana grazie al potere del cuore puro di Pierre alla fine del volume 7; nell'anime, invece, si trasforma in umana per stare vicino ad un venditore di formaggi a cui poi rinuncerà.
Cinnamon Meilleur (シナモン＝メイユール?, Shinamon Meiyūru) & Candy Mieux (キャンディ＝ミュー?, Kyandi Myū)
Doppiate da: Sakiko Uran (Cinnamon) e Sumi Shimamoto (Candy) (ed. giapponese), Renata Bertolas (Cinnamon) e Maddalena Vadacca (Candy) (ed. italiana)
Le madri, rispettivamente, di Chocolat e Vanilla e grandi amiche come le figlie, e come loro coinvolte nella sfida al trono. La loro storia differisce molto tra anime e manga. Nell'anime è Cinnamon a vincere la sfida, ma decide di cedere la corona all'amica per continuare sul campo la guerra contro i Malefici, sacrificandosi in battaglia per purificare il cuore di Ice; inoltre non si sa chi siano i mariti. Nel manga Chocolat inizialmente credeva che fosse stata Candy a meritare il trono, ma poi, leggendo il diario di sua madre, scopre che la vincitrice fu Cinnamon, che si ritirò dalla competizione per scoprire i piani dei Malefici, ma finì per innamorarsi di Ice, da cui ebbe Chocolat. Catturata dalle guardie reali venne trasformata in un famiglio sotto la forma di un gatto nero e prendendo il nome di Cernunnos, diventando il famiglio di Pierre continuando a spiare i Malefici (quest'ultima parte è presente anche nell'anime). Candy salì al trono come da accordo con Cinnamon e, nel corso della battaglia finale, si sacrifica per portare a Chocolat tutta l'energia dei suoi amici necessaria per sconfiggere Ice definitivamente. Nell'anime, Cinnamon è bionda e ha gli occhi color ambra, invece Candy è bionda con gli occhi violetti. Nel manga, Cinnamon ha i capelli viola (come si può notare dalla copertina del volume 7).
Houx (ウー?, Ū) & Saule (ソール?, Sōru)
Doppiati da: Ryōhei Kimura (Houx) e Naoya Iwahashi (Saule) (ed. giapponese), Davide Garbolino (Houx) e Simone D'Andrea (Saule) (ed. italiana)
Sono due gemelli, nonché i migliori amici di Chocolat su Extramondo. Vengono visti la prima volta nell'episodio 7. Nell'episodio 14, quando la regina Candy, sentendo che una minaccia incombe su Chocolat e Vanilla, chiede loro di andare sulla Terra e di proteggerle. Per questo motivo fingono di essere i cugini di Chocolat e si iscrivono nella sua stessa scuola, coi falsi nomi di Ryuji e Shuji Kato, facendo immediatamente colpo sulle ragazze grazie al loro fascino. Entrambi hanno 13 anni e subito nutrono una forte diffidenza nei confronti di Pierre poiché entrambi innamorati di Chocolat e desiderosi di proteggerla costantemente. Per colpa del loro amore per la ragazza, durante la serie spesso si scontrano scherzosamente e si mostrano gelosi nei confronti degli altri ragazzi. Houx ha i capelli castani e gli occhi marroni, il suo punto di forza è il freddo mentre il suo punto debole è il caldo; Saule invece ha occhi e capelli blu e il suo punto di forza è il caldo, mentre non tollera il freddo. Il loro potere deriva dalla natura. I loro nomi significano rispettivamente "agrifoglio" e "salice" in francese. Nel manga Houx, che risulta fin dall'inizio più coinvolto sentimentalmente verso Chocolat, finisce per sviluppare un cuore nero nel suo petto; rimanendo inorridito dalla scoperta, alla fine si innamora, corrisposto, di Vanilla. Al contrario del fratello Saule ha un atteggiamento più rilassato verso i suoi sentimenti per Chocolat. è più giocherellone e si appassiona al basket.
Quando un essere umano prova dei sentimenti particolari, il suo cuore si illumina variando colore a seconda del sentimento. Le streghe ed i maghi sono gli unici a vedere questi cristalli. Se il sentimento è rivolto ad una persona qualsiasi, la strega o il mago non può prelevare il cristallo perché sarebbe come rubarlo, mentre se il sentimento è rivolto a loro, possono prelevarlo. I colori possono essere:
- Rosso: equivale al sentimento più puro dell'amore, ed è quello con il valore conosciuto più alto. Vale 5000 Ecuré. Gli abitanti di Extramondo si scambiano il proprio cristallo durante la cerimonia nuziale, affidando la propria vita nelle mani del coniuge.
- Celeste: equivale al sentimento del rispetto, compare solo in un episodio dell'anime e non viene mai prelevato. Vale 3000 Ecuré.
- Viola: equivale ai pensieri erotici, non viene mai prelevato da Vanilla e Chocolat, ma solo da Robin. Nella versione italiana della serie animata il significato viene definito "amore impossibile". Vale 2500 Ecuré.
- Rosa: equivale al sentimento dell'innamoramento. Vale 1000 Ecuré.
- Arcobaleno: appare quando una persona è di buon umore o si sta divertendo. Vale 500 Ecuré ed è presente solo nell'anime.
- Verde: equivale al sentimento dell'amicizia, e viene prelevato una sola volta da Chocolat. Vale 350 Ecuré.
- Arancione: equivale ad un sentimento che sta per nascere nei confronti di qualcuno (amicizia, amore, ecc.). Vale 300 Ecuré.
- Giallo: equivale al sentimento rivolto ad una persona quando quest'ultima riesce ad essere notata. Vale 5 Ecuré (per il valore basso viene chiamato in maniera dispregiativa "piss").
- Nero: equivale ai sentimenti negativi come gelosia, odio, ostilità e invidia; se una strega ne preleva uno perde la vita. Gli unici che prelevano questi cristalli sono i Malefici/Orchi e i Filtre o Purificatori (come Chocolat e sua madre), persone che hanno il potere di prelevare i cuori neri senza soffrire e trasformarli in cuori bianchi. Essendo non prelevabile dalle streghe e dagli stregoni, non ha alcun tipo di valore in Ecuré.
- Bianco: rappresenta la purezza e di solito corrisponde ad un cristallo nero purificato. In casi molto rari può capitare che sia il cuore naturale di una creatura. Nell'anime non viene specificato, ma se una strega/stregone ne dona uno al proprio famiglio, esso può riacquistare le sue sembianze originali, così come succede a Duke e Blanca nel manga. È probabilmente quello con il valore più alto, vista la sua rarità, tuttavia non si hanno informazioni riguardo al suo valore in Ecuré.

### Altri personaggi
Corn Meilleur (コルヌ＝メイユール?, Korunu Meiyūru)
Doppiato da: Masami Iwasaki (ed. giapponese), Diego Sabre (ed. italiana)
È il nonno materno di Chocolat, molto severo ma affezionato alla protagonista. Lavora a palazzo su Extramondo.
Adora gli orsacchiotti di pezza, i semifreddi alla crema e, come la nipote, non sopporta Blanca, lanciandole un getto di aria calda addosso ogni volta che il famiglio lo critica. Guida una macchina volante. La sua formula magica è "Dolce cuore d'incanto, magia del rifiorimento!". Ha una gran rivalità con la balia di Waffle. Ogni volta che fa visita a Chocolat Robin e Duke si allontanano.
Capitan Glacier (グラシエ大尉?, Gurashie taii)
Doppiato da: Takeshi Maeda (ed. giapponese), Alessandro Lussiana (ed. italiana)
Capo delle guardie reali su Extramondo, grande amico di Robin.
Waffle (ワッフル?, Waffuru)
Doppiata da: Ayaka Saitō (ed giapponese), Federica Valenti (ed. italiana)
Presente soltanto nell'anime. È una streghetta di otto anni innamorata di Houx, sempre alla ricerca di metodi per conquistarlo, aiutata dall'affezionata balia. Il suo famiglio è lo scoiattolo volante Bi.
Akira Mikado (御門 アキラ?, Mikado Akira)
Doppiato da: Kokoro Kikuchi (ed. giapponese), Renato Novara (ed. italiana)
Compagno di classe di Chocolat nel mondo umano. Ha un cugino più piccolo di nome Miharu. Possiede un cane di nome Hiroshi. È interessato allo spazio, il suo hobby è l'osservazione astronomica e crede nell'esistenza degli alieni. È lui che vede nel cielo l'arrivo da Extramondo di Chocolat e Vanilla. Nelle tavole finali del manga sarà il suo stesso figlio a vedere Chocolat e Pierre che cadono dal cielo (il tempo di Extramondo scorre più lentamente rispetto a quello terrestre).
Jun Mimura (三村 潤?, Mimura Jun)
Doppiato da: Kanako Mitsuhashi (ed. giapponese), Massimo Di Benedetto (ed. italiana)
Compagno di classe di Chocolat nel mondo umano. Ha una personalità da cattivo ragazzo, ma col tempo diventa un amico sincero per Chocolat
Taiji Sugiyama (杉山 タイジ?, Sugiyama Taiji)
Doppiato da: Sachi Kokuryū (ed. giapponese), Federico Zanandrea (ed. italiana)
Compagno di classe di Chocolat nel mondo umano. Va d'accordo con Mimura. La sua specialità è il violoncello, ma non è bravo a suonarlo. Non ci sa fare con le ragazze.
Hajime Nishitani (西谷 始?, Nishitani Hajime)
Doppiato da: Akira Nakagawa (ed. giapponese), Irene Scalzo (ed. italiana)
Compagno di classe di Chocolat nel mondo umano. Ha una predilezione per il cioccolato. È il responsabile del club di giornalismo della scuola. I suoi hobby sono la raccolta di monete, la fotografia e la ricerca.
Natsume Arisaka (有坂 棗?, Arisaka Natsume)
Doppiata da: Satomi Hanamura (ed. giapponese), Serena Clerici (ed. italiana)
Amica e compagna di scuola di Chocolat nel mondo umano. Spesso in compagnia di Nanako.
Nanako Walsh (ナナコ＝ウォルシュ?, Nanako Uorushu)
Doppiata da: Mariya Ise (ed. giapponese), Sabrina Bonfitto (ed. italiana)
Amica e compagna di scuola di Chocolat nel mondo umano. Ha una personalità brillante e gentile.
Momoko Sawamura (沢村 桃子?, Sawamura Momoko)
Doppiata da: Miki Ōtani (ed. giapponese), ? (ed. italiana)
Amica e compagna di scuola di Chocolat nel mondo umano. È chiamata "Momoman" dai ragazzi. Il suo hobby è la predizione del futuro. Le piace Taiji.
Rika Matsuda (松田 りか?, Matsuda Rika)
Doppiata da: Sachie Abe (ed. giapponese), ? (ed. italiana)
Compagna di scuola di Chocolat nel mondo umano.
Mayu Ishida (石田 マユ?, Ishida Mayu)
Doppiata da: Orie Kimoto (ed. giapponese), Renata Bertolas (ed. italiana)
Amica e compagna di scuola di Chocolat nel mondo umano. È molto matura. Grazie a Chocolat, inizia a frequentare il compagno di classe Kenji Morita.
Sachiko Mochizuki (望月 幸子?, Mochizuki Sachiko)
Doppiata da: Rie Nakagawa (ed. giapponese), Alessandra Karpoff (ed. italiana)
Professoressa nella scuola terrestre di Chocolat e Vanilla, grande fan di Robin.
Yurika Kenjo (剣城 百合香?, Kenjō Yurika)
Doppiata da: Chieko Higuchi (ed. giapponese), Patrizia Mottola (ed. italiana)
Studentessa popolare nella scuola di Chocolat e Vanilla nel mondo umano. Ha modi raffinati ed è la leader del fanclub di Pierre. È orfana di madre, che le somigliava molto.
Mocha (モカ?, Moka), Anana (アナナ?, Anana) & Citron (シトロン?, Shitoron)
Doppiata da: Rumi Shishidō, Ayuru Ōhashi e Masayo Hosono (ed. giapponese), Marcella Silvestri, Daniela Fava e Jenny De Cesarei (ed. italiana)
Amiche di Chocolat su Extramondo.

## Manga
Il manga, composto da 43 capitoli, chiamati "RUNE", più due extra, è stato pubblicato sulla rivista Nakayoshi a partire dal 2 agosto 2003 al 3 aprile 2007 e successivamente è stato serializzato in 8 tankōbon per conto della Kōdansha, pubblicati tra il marzo 2004 e il settembre 2007. Un'edizione limitata è stata distribuita nello stesso periodo.
In Italia è stato pubblicato nel mensile Kappa Extra della Star Comics dal 10 novembre 2008 al 10 giugno 2009.
Il 4 luglio 2025, sui canali social, Star Comics annuncia una nuova edizione del manga composta da 4 volumi ispirati all'edizione Shinsoban giapponese. La serie verrà pubblicata nel corso della primavera del 2026.

### Volumi
| Nº | Titolo italiano Giapponese 「Kanji」 - Rōmaji - Traduzione letterale | Data di prima pubblicazione              | Data di prima pubblicazione |
| Nº | Titolo italiano Giapponese 「Kanji」 - Rōmaji - Traduzione letterale | Giapponese                               | Italiano                    |
| 1  | Sugar Sugar Rune 1 「シュガシュガルーン １」 - Shuga Shuga Rūn 1 – "Sugar Sugar Rune 1" | 23 marzo 2004 ISBN 978-4-06-334859-0     | 10 novembre 2008            |
| 1  | Capitoli - RUNE 1. Cuori, cioccolatini e stelle cadenti - RUNE 2. Un cristallo per Chocolat, e un cristallo per Vanilla - RUNE 3. L'intervista del club di giornalismo - RUNE 4. Il grande party di Natale - RUNE 5. I sentimenti racchiusi in un cuore rosa - parte 1 - RUNE 6. I sentimenti racchiusi in un cuore rosa - parte 2 |                                          |                             |
| 2  | Sugar Sugar Rune 2 「シュガシュガルーン ２」 - Shuga Shuga Rūn 2 – "Sugar Sugar Rune 2" | 20 ottobre 2004 ISBN 978-4-06-334930-6   | 10 dicembre 2008            |
| 2  | Capitoli - RUNE 7. Il segreto di Pierre, il diario segreto - RUNE 8. La rivendicazione di Vanilla - RUNE 9. Ad Extramondo…!! - RUNE 10. Le cose che ho imparato nel mio paese - RUNE 11. Contrasti interni nel regno?! - RUNE 12. Il fermaglio magico a forma di cuore                                                             |                                          |                             |
| 3  | Sugar Sugar Rune 3 「シュガシュガルーン ３」 - Shuga Shuga Rūn 3 – "Sugar Sugar Rune 3" | 17 maggio 2005 ISBN 978-4-06-372014-3    | 12 gennaio 2009             |
| 3  | Capitoli - RUNE 13. Addio - La vagabonda - Incontro - RUNE 14. Chocolat la codarda - RUNE 15. La trasformazione di Vanilla - RUNE 16. Un piccolo cristallo, un cristallo rosso - RUNE 17. Il Valentino segreto - RUNE 18. L'esame di primavera                                                                                     |                                          |                             |
| 4  | Sugar Sugar Rune 4 「シュガシュガルーン ４」 - Shuga Shuga Rūn 4 – "Sugar Sugar Rune 4" | 11 ottobre 2005 ISBN 978-4-06-372077-8   | 9 febbraio 2009             |
| 4  | Capitoli - RUNE 19. La prima notte di Walpurgis - RUNE 20. La missione di Pierre, il dolore di Chocolat - RUNE 21. Di chi sei, Chocolat? - RUNE 22. Gli Orchi in azione - RUNE 23. Cattura il suo cuore |                                          |                             |
| 5  | Sugar Sugar Rune 5 「シュガシュガルーン ５」 - Shuga Shuga Rūn 5 – "Sugar Sugar Rune 5" | 6 febbraio 2006 ISBN 978-4-06-372129-4   | 9 marzo 2009                |
| 5  | Capitoli - RUNE 24. Soli soletti nella grotta - RUNE 25. Il passaggio dimenticato, i ricordi perduti - RUNE 26. La strega delle pianure, e il mio apprendistato - RUNE 27. La grande avventura su Extramondo!! - RUNE 28. Alchimie e il mercato nero - Special Bonus. Chocolat, Vanilla e il sogno stellato                        |                                          |                             |
| 6  | Sugar Sugar Rune 6 「シュガシュガルーン ６」 - Shuga Shuga Rūn 6 – "Sugar Sugar Rune 6" | 11 luglio 2006 ISBN 978-4-06-372166-9    | 10 aprile 2009              |
| 6  | Capitoli - RUNE 29. La magia dell'amicizia che illumina il cielo stellato - RUNE 30. I due cuori di Vanilla - RUNE 31. Chocolat è una purificatrice - RUNE 32. Lo sporco inganno di Alchimie - RUNE 33. Vi presento Sylvia, la strega della luce! - Special Bonus. Regali di Natale ad Extramondo                                  |                                          |                             |
| 7  | Sugar Sugar Rune 7 「シュガシュガルーン ７」 - Shuga Shuga Rūn 7 – "Sugar Sugar Rune 7" | 26 dicembre 2006 ISBN 978-4-06-372246-8  | 11 maggio 2009              |
| 7  | Capitoli - RUNE 34. Il passato di Duke, il segreto della mamma - RUNE 35. Il noir che ha pervaso il cavaliere Woo - RUNE 36. Non ti darò il cuore di Pierre! - RUNE 37. L'amore è la mia motivazione - RUNE 38. La terra degli Orchi, il palazzo di Sottomondo                                                                     |                                          |                             |
| 8  | Sugar Sugar Rune 8 「シュガシュガルーン ８」 - Shuga Shuga Rūn 8 – "Sugar Sugar Rune 8" | 13 settembre 2007 ISBN 978-4-06-372316-8 | 10 giugno 2009              |
| 8  | Capitoli - RUNE 39. Il Palazzo di Ghiaccio. Glacé. L'esilio - RUNE 40. Le lacrime di Chocolat, il sigillo distrutto - RUNE 41. Extramondo contro gli Orchi. L'inizio dello scontro finale - RUNE 42. L'identità di Cernunnos. La decisione di Chocolat - RUNE 43. La regina è decisa. Brilla il cuore cremisi                      |                                          |                             |

## Anime

### 2005

Le due protagoniste, Vanilla e Chocola

L'anime, realizzato dallo Pierrot e prodotto dalla Marvelous Entertainment Inc., è composto da 51 episodi, andati in onda su TV Tokyo dal 2 luglio 2005 al 24 giugno 2006. Rispetto al manga, differisce in alcuni aspetti: vengono aggiunti ulteriori elementi mahō shōjo, come la trasformazione delle due protagoniste, mentre il vestito di Chocolat cambia da nero a rosa. Inoltre viene ampliata la storia, aggiungendo sottotrame e personaggi nuovi, non comparsi nel manga.
In Italia è stato acquistato da Mediaset ed è stato trasmesso su Italia 1 dal 14 febbraio al 3 luglio 2008.

### Sigle
Sigla di apertura
Chocolat ni muchū (ショコラに夢中?), di Karia Nomoto
Sigla di chiusura
- Tsuki no mukou no sekai (月の向こうの世界?), di Karia Nomoto (ep. 1-29)
- Date☆Date (デート☆デート?), di Chocola & Vanilla (Marika Matsumoto e Juri Ihata) (ep. 30-51)

I testi sono scritti dall'autrice del manga Moyoco Anno.
Sigla di apertura e di chiusura italiana
La sigla italiana Sugar Sugar, scritta da Graziella Caliandro (Nuvola) con la musica di Cristiano Macrì ed interpretata dal duo Linee Parallele (Francesca Daprati e Elisabetta Cavalli), presenta un arrangiamento completamente diverso dalle originali e viene usata sia in apertura che in chiusura.

## Videogiochi
Durante il corso della serie, sono stati pubblicati diversi videogiochi dalla Bandai.
| Nº | Titolo videogioco                                                                                    | Piattaforma      | Data uscita      |
| -- | --- | ---------------- | ---------------- |
| 1  | Sugar Sugar Rune: Heart ga ippai! Moegi gakuen (シュガシュガルーン ハートがいっぱい！萌黄学園?)      | Game Boy Advance | 8 dicembre 2005  |
| 2  | Sugar Sugar Rune: ~Koi mo oshare mo pick-up!~ (シュガシュガルーン ～恋もおしゃれもピックアップ！～?) | PlayStation 2    | 15 dicembre 2005 |
| 3  | Sugar Sugar Rune: Queen shiken wa dai panic☆ (シュガシュガルーン クイーン試験は大パニック☆?)         | Nintendo DS      | 25 maggio 2006   |